# Chlístov (okres Benešov)
Chlístov of Chlistov (Duits: Klistau of Klistau bei Benneschau) is een Tsjechische gemeente in de regio Midden-Bohemen en maakt deel uit van het district Benešov. Het dorp ligt op 4 kilometer afstand van de stad Benešov.
Chlístov telt 465 inwoners (2024).

## Geografie
De gemeente Chlístov bestaat uit de volgende plaatsen:
- Chlístov;
- Racek;
- Žabovřesky.

Tussen 1961 en 1979 behoorden ook Buková Lhota, Úročnice en Vidlákova Lhota tot de gemeente Chlístov.

## Geschiedenis
De eerste schriftelijke vermelding van het dorp dateert van 1342. Tot de jaren 50 van de 20e eeuw behoorde Chlístov tot de gemeente Konopiště. Vanaf 31 januari 1979 was Chlístov een zelfstandige gemeente. Op 1 januari 1980 werd het dorp - samen met Racek en Žabrovřesky - echter ondergebracht bij de gemeente Benešov. Ook Buková Lhota, Úročnice en Vidlákova Lhota werden door die gemeente ingelijfd. Daarna werd Chlístov, samen met Racek en Žabrovřesky, maar zonder de andere drie voorgenoemde dorpen, opnieuw verzelfstandigd.
Tijdens de Tweede Wereldoorlog maakte Chlístov deel uit van het militaire oefenterrein van de SS Benešov. De inwoners moesten op 1 april 1943 noodgedwongen verhuizen en konden pas na de oorlog weer terugkeren. In 1949 werd Chlístov ingedeeld bij het district Benešov.

## Voorzieningen
Er was een lagere school in het dorp. Wanneer de school werd opgericht, is niet geheel duidelijk, maar het huidige gebouw dateert van 1899. Op enig moment is de school gesloten.
Naast een school is er een bibliotheek in Chlístov. De bibliotheekvereniging organiseert jaarlijks diverse sociale evenementen en wedstrijden, waaronder een carnavalsoptocht en diverse sportwedstrijden.

## Verkeer en vervoer

### Autowegen
De regionale weg II/106 doorkruist het dorp.

### Spoorlijnen
Er is geen station in het dorp. Het dichtstbijzijnde treinstation is in Benešov, op 4 kilometer afstand. Vanaf daar vertrekken er treinen naar diverse andere plaatsen, waaronder de hoofdstad Praag.

### Buslijnen
Er zijn drie bushaltes in de gemeente:
| Halte                | Lijnen                | Trajecten                                                                    | Vervoerder   |
| -------------------- | --------------------- | ---------------------------------------------------------------------------- | ------------ |
| Chlístov, Chlístov   | 752 753 MHD 3 Benešov | Jílové u Prahy - Benešov Týnec nad Sázavou - Neveklov Benešov - Buková Lhota | CŠAD Benešov |
| Chlístov, Racek      | 752                   | Jílové u Prahy - Benešov                                                     | CŠAD Benešov |
| Chlístov, Žabovřesky | MHD 3 Benešov         | Benešov - Buková Lhota                                                       | CŠAD Benešov |

## Bezienswaardigheden
- Monument ter nagedachtenis aan de slachtoffers van de Tweede Wereldoorlog

## Galerij

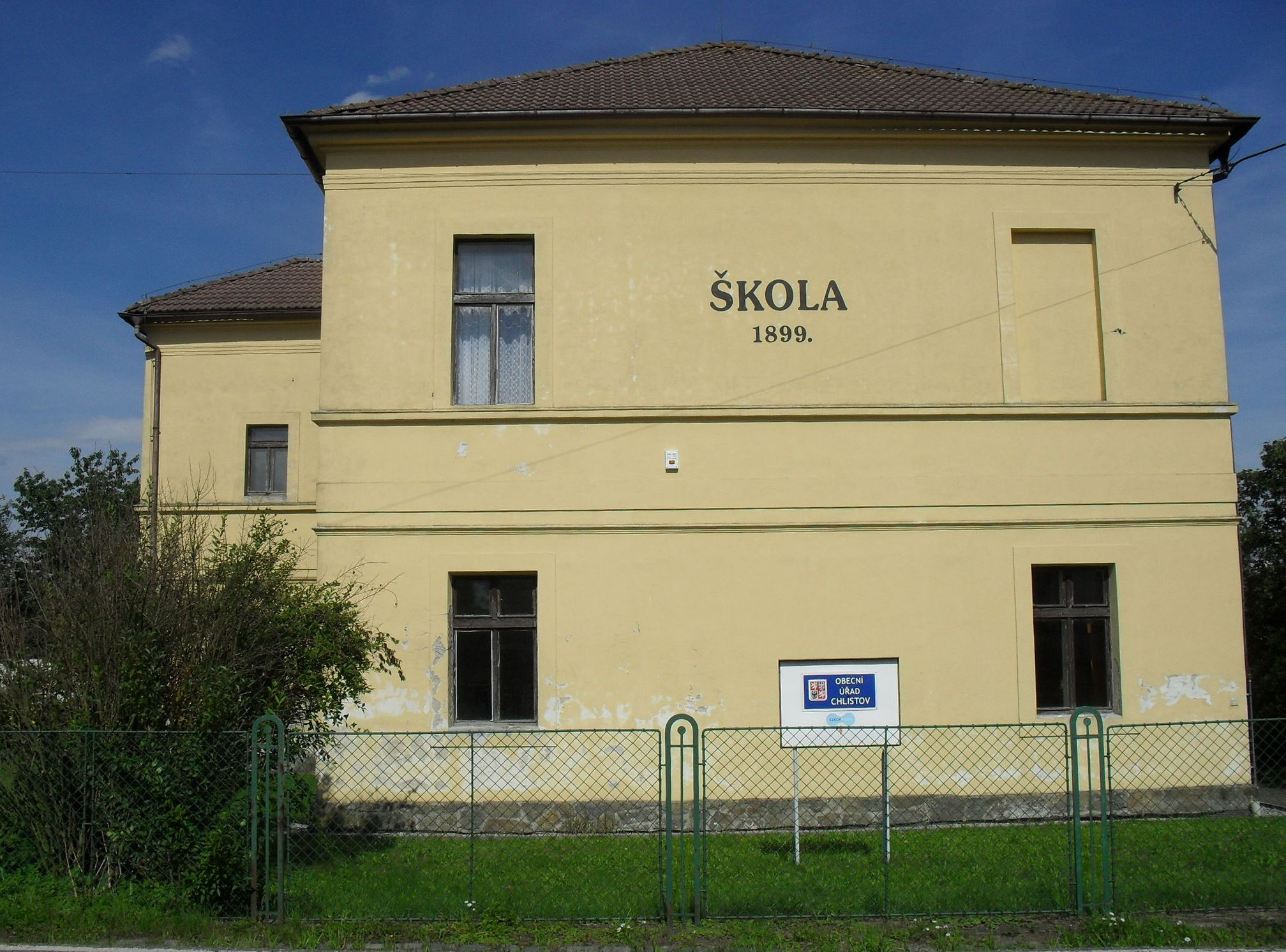
Voormalig schoolgebouw (2012)
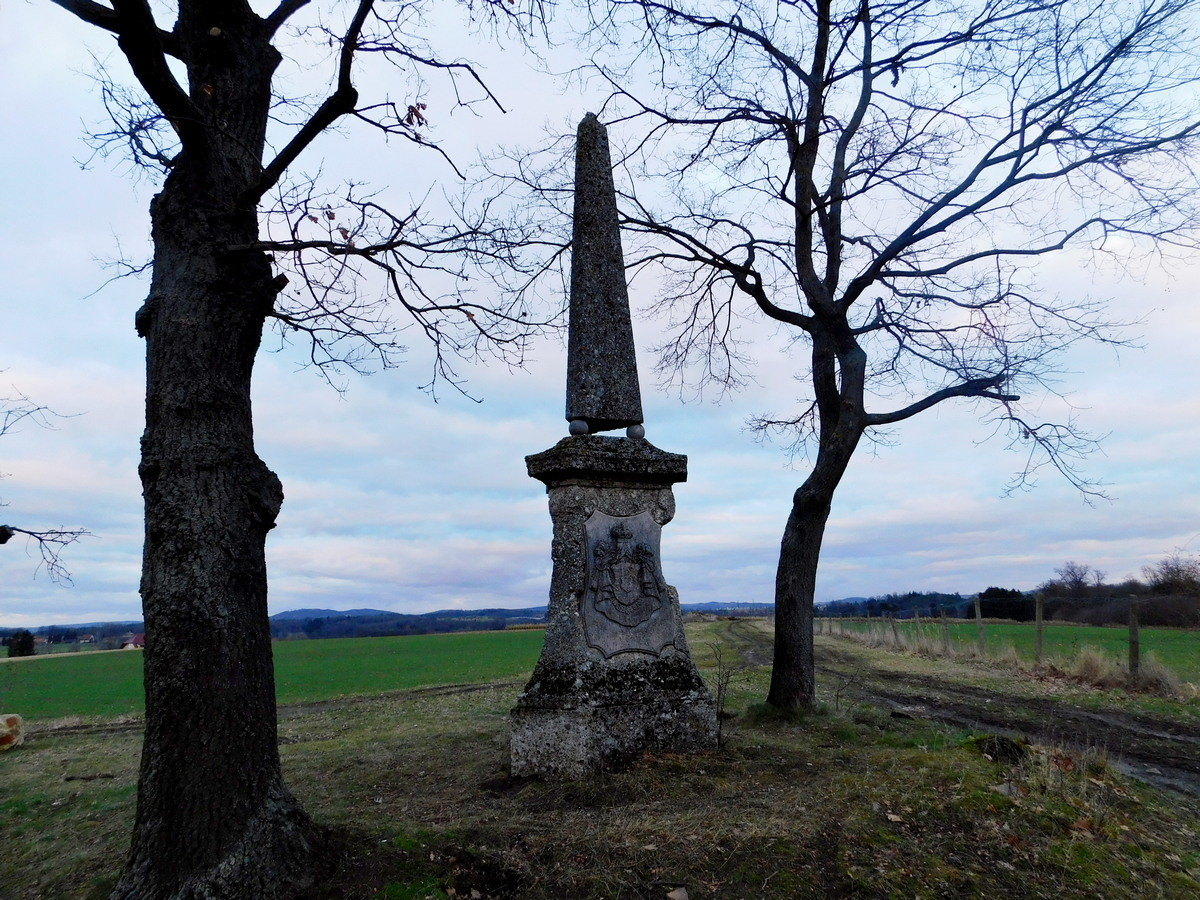
Monument voor WO2-slachtoffers (2021)